# Yo-Yo
Yo-Yo nome artístico de Yolanda Whittaker (nascida em 4 de agosto de 1971 Compton, California) é uma rapper e actriz estadunidense. Seus álbuns de destaque são o Make Way for the Motherlode e Black Pearl. Ela também forneceu a voz da personagem Kendl Johnson em 2004 no jogo Grand Theft Auto: San Andreas.

## Discografia

### Álbuns de estúdio
| Nome                        | Ano  | Gênero      | Singles                                                                                                   |
| --------------------------- | ---- | ----------- | --- |
| Make Way for the Motherlode | 1991 | R&B/Hip-Hop | "Stompin' To The '90s", "You Can't Play With My Yo-Yo", "Ain't Nobody Better", "Girl", "Don't Be No Fool" |
| Black Pearl                 | 1992 | R&B/Hip-Hop | "Black Pearl", "Homegirl Don't Play Dat"                                                                  |
| You Better Ask Somebody     | 1993 | R&B/Hip-Hop | "IBWin' Wit' My Crew", "Westside Story", "The Bonnie and Clyde Theme"                                     |
| Total Control               | 1996 | R&B/Hip-Hop | "Same Ol' Thang (Everyday)" "Steady Risin'", "One For The Cuties"                                         |
| Ebony                       | 1998 | N/A         | "Is It Still All Good?" "Do You Wanna Ride?"                                                              |

### EPS
| Nome                                        | Ano  | Gênero  | Singles |
| ------------------------------------------- | ---- | ------- | ------- |
| Hits Revealed                               | 2007 | Hip hop |         |
| My Journey to Fearless: The Black Butterfly | 2012 | Hip hop |         |

## Prémios
| Ano  | Prêmio |
| ---- | --- |
| 1995 | Indicação ao MTV Video Music Awards para "Best Rap Video" por "I Wanna Be Down" (Remix) Feat. Brandy, MC Lyte e Queen Latifah |
| 1996 | Indicação ao Grammy Awards para "Best Rhythm & Blues Vocal Performance - Duo or Group" por "Stomp"                            |

## Filmografia
- 2004 - Grand Theft Auto: San Andreas ... (voz) Kendl
- 2000 - The Rev. DoWrong Ain't Right ...
- 2000 - 3 Strikes .... Charita
- 1999 - Beverly Hood .... Tilly
- 1997 - Sprung .... Sista #3
- 1995 - Panther .... Pregnant junkie
- 1994 - Adventures of D.P. Boys 17: South of the Border (V)
- 1993 - Sister Act 2: Back in the Habit .... Sondra
- 1993 - Who's The Man ....
- 1993 - Perigo para a Sociedade.... Girl at Party
- 1990 - Os Donos da Rua .... Yo-Yo